# 在トンガ日本国大使館
在トンガ日本国大使館（トンガ語: ʻOfisi ʻo e ʻAmipasitoa ʻo Siapani ki Tonga、英語: Embassy of Japan in Tonga）は、トンガの首都ヌクアロファにある日本の大使館。

## 沿革
- 1970年6月4日、トンガがイギリスから独立する[1]
- 1970年7月、日本とトンガの間で国交が樹立される[2]
- スバの在フィジー日本国大使館が在トンガ日本国大使館の兼轄を開始する[3]
- 2009年1月1日、ヌクアロファに在トンガ日本国大使館が開設される[4]

## 所在地
トンガ国立準備銀行ビルの5階に入居している